# Ядерна енергетика України

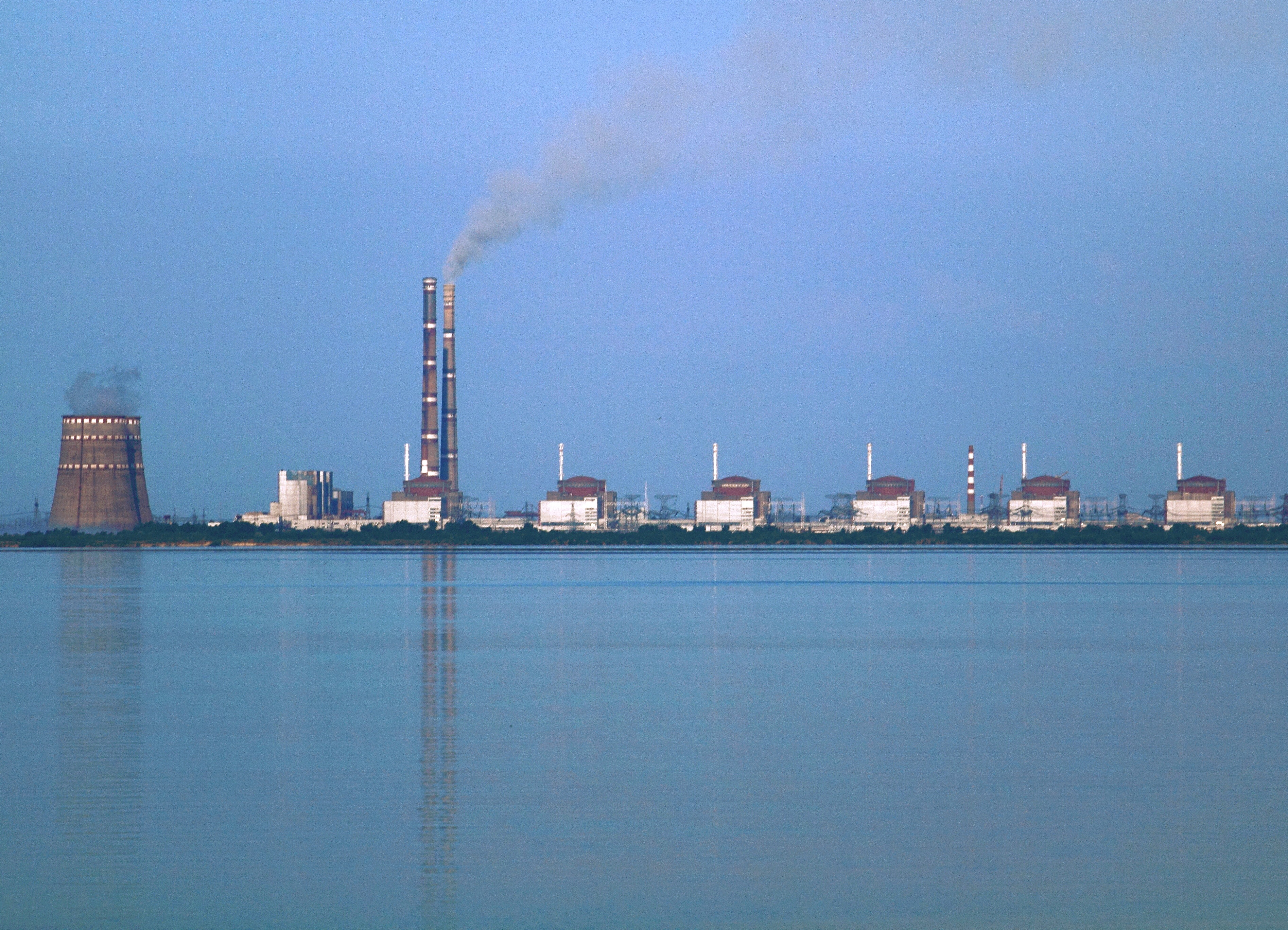
Запорізька АЕС — найбільша електростанція Європи

Ядерна енергетика України — галузь української енергетики, яка використовує ядерну енергію для виробництва електричної і теплової енергії.
В електроенергетиці України генерувальна потужність атомних електростанцій (АЕС) становить приблизно 24,5 %. В критичні зимові періоди на частку АЕС припадає понад 40 % електроенергії, яка виробляється в Україні. Частка виробленої електроенергії АЕС у загальному обсязі отриманої енергії становила в Україні: 1990 р. — 24,5 %; 1991 р. — 27,1 %; 1992 р. — 28,4 %; 1993 р. — 32,9 %; 1994 р. — 34,2 %; 2015 — 56,5 %. У 2010 році частка АЕС у виробленні електроенергії по Україні склала 47,4 %. За 2020 рік АЕС виробили 54,9 % всієї електроенергії в Україні.

## Загальна характеристика
За кількістю ядерних реакторів Україна посідає сьоме місце у світі та п'яте в Європі. Всі реактори типу ВВЕР. В Україні діють 4 (Чорнобильська АЕС припинила свою роботу 15 грудня 2000 р.) атомних електростанцій з 15 енергоблоками, одна з яких, Запорізька АЕС з 6 енергоблоками загальною потужністю в 6000 МВт є найпотужнішою в Європі. У 2009 році відсоток ядерної енергетики сягнув 48 % від усього виробництва електроенергії в Україні. Загальна потужність АЕС становила 13 835 МВт.
Управління ядерною промисловістю в Україні представлено Державною інспекцією ядерного регулювання України.
Крім того, в 1996 році була заснована Національна компанія ядерної енергетики «Енергоатом» для поліпшення енергозабезпечення промисловості та суспільного сектора, підвищення якості діяльності атомних електростанцій, забезпечення їх конкурентоспроможності в умовах енергетичного ринку. «Енергоатом» охоплювала п'ять атомних електростанцій: Запорізька АЕС, Південноукраїнська АЕС, Рівненська АЕС, Хмельницька АЕС, Чорнобильська АЕС. Відповідно до Постанови кабінету міністрів України від 25 квітня 2001 р. Чорнобильську АЕС виведено зі складу НАЕК «Енергоатом».
Станом на листопад 2021 року держпідприємство «Енергоатом» — найбільший виробник електроенергії в Україні з часткою сукупного виробництва понад 50 % у загальному обсязі виробництва електроенергії України. На «Енергоатом» покладено функції експлуатуючої організації, яка відповідає за безпеку експлуатації всіх АЕС країни.

## Історія та сучасний стан

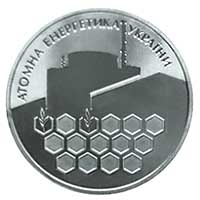
Атомна енергетика України (монета)

У 1928 році з ініціативи академіка Абрама Йоффе було створено Український фізико-технічний інститут. 10 жовтня 1932 року в інституті вперше в СРСР розщепили ядро атома.
У 1937-38 роках під час «Великого терору» 11 співробітників інституту було заарештовано та 5 з них розстріляно (справа УФТІ).
У 1940 році співробітники УФТІ Фріц Ланге, Володимир Шпінель і Віктор Маслов подали заявки на винахід ядерної бомби, а також методів напрацювання урану-235: «Про використання урану як вибухової та отруйної речовини», «Спосіб приготування уранової суміші, збагаченої ураном з масовим 235. Багатомірна центрифуга» та «Термоциркуляційна центрифуга». Вперше було запропоновано схему вибуху, що згодом стала прийнятою, з використанням звичайної вибухівки для створення критичної маси з подальшим ініціюванням ланцюгової реакції. Також у промисловості почав застосовуватися відцентровий спосіб поділу ізотопів урану.
Відразу після Другої світової війни у рамках інституту було організовано лабораторію № 1 АН СРСР, яка брала активну участь в розробці радянської ядерної бомби.
У другій половині XX століття УФТІ активно займається ядерною енергетикою СРСР, впроваджує у промисловість нові технології та обладнання.
Перший промисловий дослідницький ядерний реактор в Україні ВВР-М потужністю 10 МВт був збудований у 1960 році в Києві, та пізніше в 1970 році був переданий новоствореному Інституту ядерних досліджень НАН України. Другий дослідницький реактор ДР-100 потужністю 200 кВт був збудований в Севастопольському національному університеті ядерної енергії та промисловості в 1967 році.
У 1966 році постановою Ради міністрів СРСР затвердили план будівництва і запровадження атомних станцій по всій країні.
1970-ті роки були періодом бурхливого розвитку галузі, планувалася побудова значної кількості електростанцій для заміщення поставок вугілля з Уралу, зокрема деяка частина проєктів пізніше була скасована на етапі проєктування та земельно-вишукувальних робіт, або були перенесені на інші локації через спротив місцевого населення. Серед скасованих проєктів: Закарпатська АЕС (Чорний Мочар), Івано-Франківська АЕС, Новоазовська АТЕЦ, Херсонська АЕС, Славгородська АЕС.
1977-й рік — рік народження української промислової атомної енергетики. У промислову експлуатацію введено перший енергоблок Чорнобильської АЕС з реактором РБМК-1000 (1000 МВт). Зростаюча потреба в електроенергії, прагнення замінити теплові та гідроелектростанції на потужніші — атомні, сприяли їх швидкому будівництву. Відповідно до планів розвитку атомної енергетики в тодішньому СРСР на території України мало бути споруджено 9 атомних електростанцій. За період з 1977 по 1989 рік планувалося ввести в експлуатацію 16 енергоблоків загальною потужністю 14800 МВт на 5 атомних станціях:  
- Чорнобильська АЕС (1977);
- Рівненська АЕС (1981);
- Південноукраїнська АЕС (1982);
- Запорізька АЕС (1984);
- Хмельницька АЕС (1987);

На час техногенної аварії на 4-му блоці Чорнобильської АЕС (квітень 1986) в Україні перебувало в експлуатації 10 енергоблоків, 8 з яких потужністю 1000 МВт.
Також на різних етапах проєктування та будівництва перебували ще 6 станцій: Кримська АЕС (Щолкіне),  Чорнобильська АЕС II, Чигиринська АЕС (Орбіта), Київська АТЕЦ (Оташів), Харківська АТЕЦ (Бірки), Одеська АТЕЦ (Теплодар), із більш ніж 20 блоками. Усього ж на перспективу в Україні планувалося будівництво біля 40 атомних блоків на АЕС, АТЕЦ, АСТП тощо.
У 1986 та в 1990 роках — Верховною Радою УРСР було впроваджено мораторії на будівництво нових АЕС (в 1990 на 5-ть років). 21 жовтня 1993 року мораторій було знято Верховною Радою України. Мораторії не стосувалися енергоблоків, які були в процесі будівництва, тому з 1986 по 1990 було введено в експлуатацію 6 атомних блоків потужністю 1000 МВт кожний: три на Запорізькій АЕС і по одному на Південноукраїнській, Рівненській та Хмельницькій АЕС. На час здобуття незалежності (серпень 1991 р.) в Україні працювало 15 енергоблоків на 5 атомних електростанціях, Після розпаду СРСР Чорнобильська АЕС поступово виведена з експлуатації. Замість закритих на ній енергоблоків, на інших електростанціях було введено в експлуатацію три нових енергоблоки. Таким чином, станом на 2012 рік, працює 4 АЕС на яких працює 15 реакторів, які виробляють близько 50 відсотків загальної електроенергії України
| Кількість реакторів у роботі               | 9         |
| Загальна потужність                        | 13835 МВт |
| Кількість реакторів, що будуються          | 5         |
| Кількість зупинених або закритих реакторів | 10        |

Енергогенеруючі українські АЕС:
- Запорізька АЕС (Енергодар)
- Південноукраїнська АЕС (Південноукраїнськ)
- Рівненська АЕС (Вараш)
- Хмельницька АЕС (Нетішин)

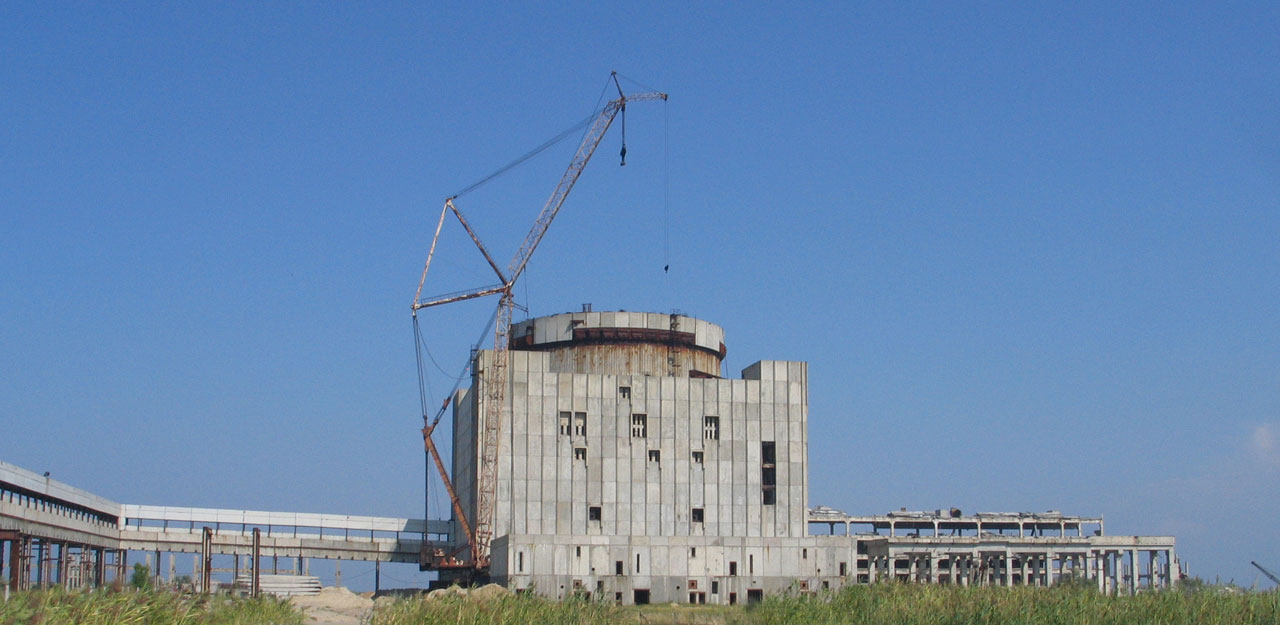
Недобудована Кримська АЕС

Чорнобильська АЕС (Прип'ять / Славутич) з 2000 року не генерує енергії, всі енергоблоки зупинені і ведуться роботи по повному виводу її з експлуатації та усунення всіх екологічних наслідків.
У 2005 році розглядалася можливість відновлення будівництва Чигиринської АЕС. Загалом стратегія уряду до 2030 року передбачала побудувати 11 нових атомних реакторів.
У 2012 році НДІ Енергопроєкт розглядав 7 потенційних нових майданчиків для будівництва АЕС: Краснопавлівський пункт (Лозівський район Харківської обл.), Новодністровський пункт (Сокирянський район Чернівецької обл. або Могилів-Подільський район Вінницької обл.), Чигиринський пункт (Чигиринський район Черкаської обл.), Оскільський пункт (Ізюмський район Харківської обл.), Павлопільський пункт (Новоазовський район або Тельманівський, Донецька обл.), пункт "Славгородський-1" (Синельниківський район Дніпропетровської обл. або Вільнянський район Запорізької обл.), а також Горностаївський пункт (Горностаївський район Херсонської обл.).
Серед перспектив розвитку розглядається добудова енергоблоків № 3 і № 4 на Хмельницькій АЕС, добудова нового енергоблоку № 5 на Рівненській АЕС, добудова енергоблоку № 4 на Південноукраїнській АЕС та будівництво двох заміщуючих енергоблоків на Запорізькій АЕС.
В рамках реалізації Комплексної програми підвищення рівня безпеки енергоблоків та на виконання «постфукусимських заходів» на всіх українських АЕС впроваджено систему сейсмічного моніторингу (ССМ), яка надає інформацію про джерела можливих місцевих землетрусів.[коли?]
У 2019 році "НАЕК "Енергоатом" і АТ "Турбоатом" підписали програму модернізації обладнання 15 енергоблоків чотирьох українських АЕС на 5-річний період (2020-2024 роки). Програма модернізації обладнання АЕС передбачала заміну 8 конденсаторів турбін енергоблоків АЕС, у тому числі, в рамках імпортозаміщення, планувалася заміна 4 конденсаторів російського виробництва. Сумарний приріст потужності енергоблоків атомних електростанцій після заміни конденсаторів мав скласти близько 400 МВт. Також в межах модернізації планували удосконалити циліндри турбін, що дозволило б підвищити їхню потужність. На модернізацію АЕС планували витратити близько 6 мільярдів гривень протягом 5 років.
У вересні 2020 року компанія KHNP заявила, що веде переговори з НАЕК «Енергоатом» щодо участі в новому проекті будівництва для Рівненської АЕС за проектом реактора APR-1400.
В 2021 році була заявлена стратегія Енергоатому щодо будівництва 14 нових енергоблоків до 2040 року. Також програма уряду передбачає будівництво до 20 малих блоків SMR-160. Від 2022 року також активно розглядається відновлення будівництва Чигиринської АЕС та Одеської АТЕЦ за оновленими проєктами й новими технологіями. Також меморандум з Westinghouse передбачає будівництво 9 блоків AP1000, зокрема на нових-старих майданчиках: Івано-Франківська АЕС, Славгородська АЕС. Загалом існує близько 33 потенційних майданчиків.

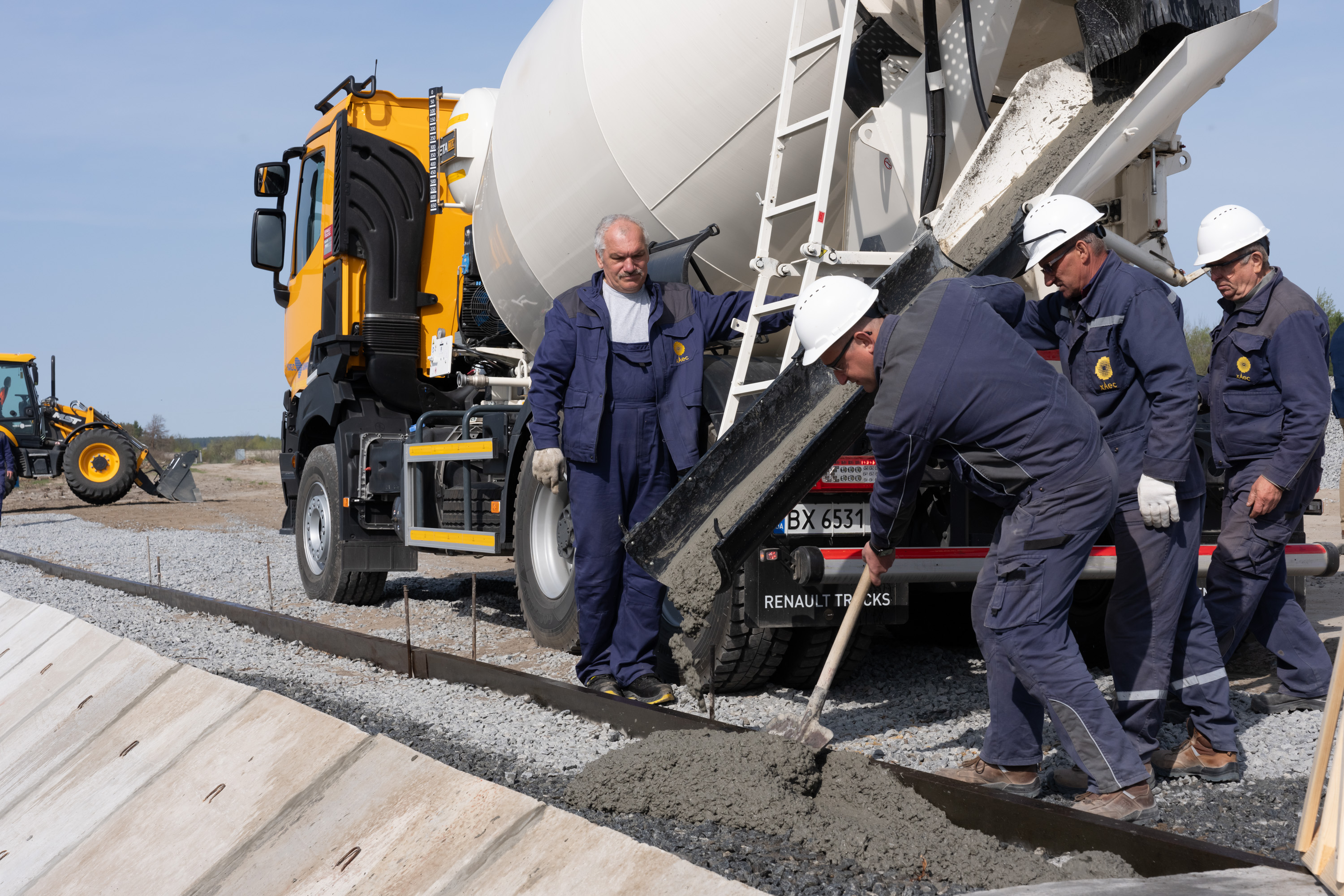
Заливка першого куба бетону на будівництві блоків №5 та №6 на ХАЕС, 11 квітня 2024 року

В квітні 2024 року урядом було погоджено добудову блоків ХАЕС №3 і №4, а також розпочате будівництво нових блоків №5 та №6 за американською технологією AP1000, а вартість будівництва обдного блока становитиме приблизно $5 млрд. 7 травня 2024 року було оголошено про початок підготовчих робіт з будівництва 2-х нових блоків №4 та №5 на Південноукраїнській АЕС. Також в грудні 2024 року стало відомо, що територія поблизу Чорнобильської АЕС розглядається, як майданчик для будівництва малих модульних реакторів.

## Енергоблоки
З 15-ти робочих енергоблоків станом на початок 2012 року, дванадцять енергоблоків України були збудовані за СРСР, ще три були запущені після його розвалу, в 1995-му та 2004-х роках. Всі енергоблоки з реакторами РБМК, що працювали в Україні, входили в склад Чорнобильської АЕС. В результаті Чорнобильської аварії енергоблок-4 був зруйнований, решта були почергово закриті в період з 1991 по 2000 роки. Таким чином усі енергоблоки, що залишились в країні відносяться до ВВЕР, 2 —ВВЕР-440 і 13 — ВВЕР-1000.
30 січня 2022 року, о 05:45, енергоблок № 4 Рівненської АЕС був підключений до електромережі після завершення середнього планово-попереджувального ремонту та перевантаження ядерного палива. Пресслужба «Енергоатому» повідомила, що вперше за всю історію атомної енергетики України ДП «НАЕК „Енергоатом“» почав працювати всіма 15-ма енергоблоками одночасно.

### У роботі
| Назва                  | Енергоблоки | Місцезнаходження                                               | Реактор   | Потужність, МВт | Початок будівництва | Введення до експлуатації | Виведення з експлуатації            | Паливо               |
| ---------------------- | ----------- | -------------------------------------------------------------- | --------- | --------------- | ------------------- | ------------------------ | ----------------------------------- | -------------------- |
| Запорізька АЕС         | 1           | Енергодар, Запорізька область                                  | ВВЕР-1000 | 1000            | 1980                | 1984                     | 2025                                | ТВЕЛ та Westinghouse |
| Запорізька АЕС         | 2           | Енергодар, Запорізька область                                  | ВВЕР-1000 | 1000            | 1981                | 1985                     | 2026                                | ТВЕЛ                 |
| Запорізька АЕС         | 3           | Енергодар, Запорізька область                                  | ВВЕР-1000 | 1000            | 1982                | 1986                     | 2027                                | ТВЕЛ та Westinghouse |
| Запорізька АЕС         | 4           | Енергодар, Запорізька область                                  | ВВЕР-1000 | 1000            | 1983                | 1987                     | 2028                                | ТВЕЛ та Westinghouse |
| Запорізька АЕС         | 5           | Енергодар, Запорізька область                                  | ВВЕР-1000 | 1000            | 1985                | 1989                     | 2030                                | Westinghouse         |
| Запорізька АЕС         | 6           | Енергодар, Запорізька область                                  | ВВЕР-1000 | 1000            | 1986                | 1995                     | Виконуються роботи з продовження ТЕ | ТВЕЛ                 |
| Рівненська АЕС         | 1           | Розташована біля міста Вараш Рівненської області               | ВВЕР-440  | 440             | 1973                | 1980                     | 2030                                | Westinghouse         |
| Рівненська АЕС         | 2           | Розташована біля міста Вараш Рівненської області               | ВВЕР-440  | 440             | 1973                | 1981                     | 2031                                | Westinghouse         |
| Рівненська АЕС         | 3           | Розташована біля міста Вараш Рівненської області               | ВВЕР-1000 | 1000            | 1980                | 1986                     | 2037                                | Westinghouse         |
| Рівненська АЕС         | 4           | Розташована біля міста Вараш Рівненської області               | ВВЕР-1000 | 1000            | 1986                | 2004                     | 2035                                | ТВЕЛ                 |
| Рівненська АЕС         | 5           | Розташована біля міста Вараш Рівненської області               | ВВЕР-1000 | 1000            | Скасовано           | -                        | -                                   |                      |
| Рівненська АЕС         | 6           | Розташована біля міста Вараш Рівненської області               | ВВЕР-1000 | 1000            | Скасовано           | -                        | -                                   |                      |
| Хмельницька АЕС        | 1           | Нетішин, Хмельницька область                                   | ВВЕР-1000 | 1000            | 1981                | 1987                     | 2032                                | ТВЕЛ та Westinghouse |
| Хмельницька АЕС        | 2           | Нетішин, Хмельницька область                                   | ВВЕР-1000 | 1000            | 1985                | 2004                     | 2050                                | ТВЕЛ та Westinghouse |
| Хмельницька АЕС        | 3           | Нетішин, Хмельницька область                                   | ВВЕР-1000 | 1000            | 1986                | (2026)                   | -                                   | Westinghouse         |
| Хмельницька АЕС        | 4           | Нетішин, Хмельницька область                                   | ВВЕР-1000 | 1000            | 1987                | (2027)                   | -                                   | Westinghouse         |
| Хмельницька АЕС        | 5           | Нетішин, Хмельницька область                                   | AP1000    | 1100            | 11.04.2024          | (2029)                   | -                                   | Westinghouse         |
| Хмельницька АЕС        | 6           | Нетішин, Хмельницька область                                   | AP1000    | 1100            | 11.04.2024          | (2029)                   | -                                   | Westinghouse         |
| Південноукраїнська АЕС | 1           | Розташована біля міста Південноукраїнськ Миколаївської області | ВВЕР-1000 | 1000            | 1977                | 1982                     | 2033                                | ТВЕЛ                 |
| Південноукраїнська АЕС | 2           | Розташована біля міста Південноукраїнськ Миколаївської області | ВВЕР-1000 | 1000            | 1979                | 1985                     | 2025                                | ТВЕЛ та Westinghouse |
| Південноукраїнська АЕС | 3           | Розташована біля міста Південноукраїнськ Миколаївської області | ВВЕР-1000 | 1000            | 1985                | 1989                     | 2027                                | Westinghouse         |
| Південноукраїнська АЕС | 4           | Розташована біля міста Південноукраїнськ Миколаївської області | AP1000    | 1100            |                     |                          |                                     | Westinghouse         |
| Південноукраїнська АЕС | 5           | Розташована біля міста Південноукраїнськ Миколаївської області | AP1000    | 1100            |                     |                          |                                     | Westinghouse         |

### Зачинені
| Назва             | Енергоблоки | Реактор   | Потужність, МВт | Початок будівництва | Введення до експлуатації | Виведення з експлуатації |
| ----------------- | ----------- | --------- | --------------- | ------------------- | ------------------------ | ------------------------ |
| Чорнобильська АЕС | 1           | РБМК-1000 | 1000            | 1970                | 1977                     | 1996                     |
| Чорнобильська АЕС | 2           | РБМК-1000 | 1000            | 1973                | 1978                     | 1991                     |
| Чорнобильська АЕС | 3           | РБМК-1000 | 1000            | 1976                | 1981                     | 2000                     |
| Чорнобильська АЕС | 4           | РБМК-1000 | 1000            | 1979                | 1983                     | 1986                     |
| Чорнобильська АЕС | 5           | РБМК-1000 | 1000            | 1981                | Скасовано                | -                        |
| Чорнобильська АЕС | 6           | РБМК-1000 | 1000            | 1981                | Скасовано                | -                        |

### Зупинені проєкти
| Назва                 | Місцезнаходження                                                                                           | Енергоблоки | Реактор      | Потужність, МВт | Початок будівництва |
| --------------------- | --- | ----------- | ------------ | --------------- | ------------------- |
| Кримська АЕС          | Щолкіне, АР Крим                                                                                           | 1           | ВВЕР-1000    | 1000            | 1982                |
| Кримська АЕС          | Щолкіне, АР Крим                                                                                           | 2           | ВВЕР-1000    | 1000            | 1983                |
| Кримська АЕС          | Щолкіне, АР Крим                                                                                           | 3           | ВВЕР-1000    | 1000            | -                   |
| Кримська АЕС          | Щолкіне, АР Крим                                                                                           | 4           | ВВЕР-1000    | 1000            | -                   |
| Чигиринська АЕС       | Колишнє недобудоване селище Орбіта (тепер частина села Вітового) поблизу міста Чигирин Черкарської області | 1           | ВВЕР-1000    | 1000            | -                   |
| Чигиринська АЕС       | Колишнє недобудоване селище Орбіта (тепер частина села Вітового) поблизу міста Чигирин Черкарської області | 2           | ВВЕР-1000    | 1000            | -                   |
| Чигиринська АЕС       | Колишнє недобудоване селище Орбіта (тепер частина села Вітового) поблизу міста Чигирин Черкарської області | 3           | ВВЕР-1000    | 1000            | -                   |
| Чигиринська АЕС       | Колишнє недобудоване селище Орбіта (тепер частина села Вітового) поблизу міста Чигирин Черкарської області | 4           | ВВЕР-1000    | 1000            | -                   |
| Чорнобильська АЕС II  | Прип'ять                                                                                                   | 1           | РБМК-1500    | 1500            | -                   |
| Чорнобильська АЕС II  | Прип'ять                                                                                                   | 2           | РБМК-1500    | 1500            | -                   |
| Чорнобильська АЕС II  | Прип'ять                                                                                                   | 3           | РБМК-1500    | 1500            | -                   |
| Чорнобильська АЕС II  | Прип'ять                                                                                                   | 4           | РБМК-1500    | 1500            | -                   |
| Харківська АТЕЦ       | Бірки, Харківська область                                                                                  | 1           | ВВЕР-1000    | 1000            | -                   |
| Харківська АТЕЦ       | Бірки, Харківська область                                                                                  | 2           | ВВЕР-1000    | 1000            | -                   |
| Харківська АТЕЦ       | Бірки, Харківська область                                                                                  | 3           | ВВЕР-1000    | 1000            | -                   |
| Харківська АТЕЦ       | Бірки, Харківська область                                                                                  | 4           | ВВЕР-1000    | 1000            | -                   |
| Одеська АТЕЦ          | Теплодар, Одеська область                                                                                  | 1           | ВВЕР-1000    | 1000            | -                   |
| Одеська АТЕЦ          | Теплодар, Одеська область                                                                                  | 2           | ВВЕР-1000    | 1000            | -                   |
| Новоазовська АТЕЦ     | Поблизу міста Новоазовськ Донецької області                                                                | 1           | ВВЕР-500/271 | 500             | -                   |
| Новоазовська АТЕЦ     | Поблизу міста Новоазовськ Донецької області                                                                | 2           | ВВЕР-500/271 | 500             | -                   |
| Новоазовська АТЕЦ     | Поблизу міста Новоазовськ Донецької області                                                                | 3           | ВВЕР-500/271 | 500             | -                   |
| Новоазовська АТЕЦ     | Поблизу міста Новоазовськ Донецької області                                                                | 4           | ВВЕР-500/271 | 500             | -                   |
| Київська АТЕЦ         | Недобудоване село Оташів Київської області                                                                 | 1           | ВВЕР-1000    | 1000            | -                   |
| Київська АТЕЦ         | Недобудоване село Оташів Київської області                                                                 | 2           | ВВЕР-1000    | 1000            | -                   |
| Івано-Франківська АЕС | Рожнятів, Івано-Франківська область                                                                        | 1           | ВВЕР-1000    | 1000            | -                   |
| Івано-Франківська АЕС | Рожнятів, Івано-Франківська область                                                                        | 2           | ВВЕР-1000    | 1000            | -                   |
| Закарпатська АЕС      | Поблизу села Монастирець Закарпатської області                                                             | 1           | ВВЕР-1000?   | 1000            | -                   |
| Закарпатська АЕС      | Поблизу села Монастирець Закарпатської області                                                             | 2           | ВВЕР-1000?   | 1000            | -                   |
| Херсонська АЕС        | Біля Каховського водосховища на річці Дніпро (Херсонська область)                                          | 1           | ?            |                 | -                   |
| Херсонська АЕС        | Біля Каховського водосховища на річці Дніпро (Херсонська область)                                          | 2           | ?            |                 | -                   |
| Славгородська АЕС     | Поблизу селища Славгород Дніпропетровської області                                                         | 1           | ?            |                 | -                   |
| Славгородська АЕС     | Поблизу селища Славгород Дніпропетровської області                                                         | 2           | ?            |                 | -                   |

## Дослідницькі реактори
- Інститут ядерних досліджень НАН України — ВВР-М (м. Київ)[45][46]
- Харківський фізико-технічний інститут — «Джерело нейтронів» (м. Харків)[47]
- Севастопольський національний університет ядерної енергії та промисловості — навчальний ядерний реактор ДР-100 (захоплений Росією)[48]

## Паливний цикл

### Виробництво ядерного палива
Питання про зняття російської монополії на постачання свіжого ядерного палива в Україну було порушено ще в 1998 році.
Роботи з впровадження палива виробництва компанії «Westinghouse» розпочато у 2000 році в рамках Виконавчої угоди між Урядом України та Урядом Сполучених Штатів Америки стосовно Проєкту кваліфікації ядерного палива для України, підписаної 05 червня 2000 року.
Починаючи з 2005 року, фахівці НТК ЯПЦ ННЦ ХФТІ беруть участь у всіх роботах «життєвого» циклу ядерного палива компанії Westinghouse для українських реакторів ВВЕР-1000 – від приймання свіжого палива на майданчиках АЕС до обстеження його стану після четвертого року експлуатації. Досвід, отриманий фахівцями, став в нагоді для великої кількості наукових та інженерних робіт, що проводить ННЦ ХФТІ НАНУ для НАЕК «Енергоатом» і його відокремлених підрозділів. Насамперед, це роботи з проєктування, розробки та виготовлення ПС СУЗ виробництва підприємств України для реакторів ВВЕР-1000 і проведення досліджень в обґрунтування довготривалого (до 50 років) зберігання ВЯП ВВЕР в «сухих» сховищах.
Наприкінці 2018 року на Південноукраїнську АЕС має надійти тисячна за рахунком паливна збірка Westinghouse (США). З 2022 року на збірки від Westinghouse перейде й Рівненська АЕС, вже прибула партія з 42 касет з ядерним паливом американської компанії Westinghouse. Збірки з американським паливом планують у 2022 році завантажити в активну зону реактора на енергоблоці № 3 РАЕС. З 2023 року енергоблок має почати роботу повністю на американському паливі.
На 2018 рік ядерне паливо Westinghouse використовується на 6-ти енергоблоках українських АЕС. Після 2021 року воно буде використовуватися в 7-ми з 15-ти українських атомних енергоблоках. На американські збірки перейде енергоблок Рівненської АЕС. Також виробництво комплектуючих (головок і хвостовиків) для паливних касет Westinghouse буде розгорнуто на потужностях українського підприємства «Атоменергомаш».
Відвантаження для української АЕС тисячної збірки палива Westinghouse є визначною подією в багаторічному співробітництві Енергоатома та Westinghouse, адже успішна реалізація нової енергетичної стратегії до 2035 року неможлива без диверсифікації постачання ядерного палива.
Восени 2019 року було оголошено намір побудувати завод з фабрикації ядерного палива поблизу Південноукраїнської АЕС. В 2023 році Енергоатом став першою компанією в світі, яка реалізувала з Westinghouse проєкт заміни російського палива для реакторів ВВЕР-440, на додачу до реалізованого раніше заміщення російського палива для ВВЕР-1000.
В квітні 2024 року громадою було погоджено будівництво підприємства з виготовлення тепловидільних збірок за технологією Westinghouse. Виробничий процес на майбутньому підприємстві передбачає фактично механічну збірку ядерного палива для реакторів типу ВВЕР-1000 з уже готових компонентів. Частина з них уже виготовляється на потужностях «Енергоатома». Будівництво комплексу має бути завершено за два роки. В січні 2025 року Енергоатом отримав ліцензію Westinghouse на виготовлення хвостовиків ТВЗ в Україні.

### Сировина
Задоволення потреб сировини для атомної енергетики на 30 % забезпечується розробленням родовищ, введених в експлуатацію — Ватутінського, Центрального та Мічурінського. Планується введення в дію Новокостянтинівського родовища.
Загальний стан уранової мінерально-сировинної бази задовільний. Основу її становлять великі за запасами родовища урану в натрових метасоматитах. Однак уранові руди цього типу бідні за якістю. Добутий уран через відносно високу собівартість (40 — 80 доларів США за кілограм) не може конкурувати на світовому ринку.
Друге місце за своїм промисловим значенням посідають родовища у вуглисто-піщаних відкладах палеогену. Частина родовищ — Девладівське у Дніпропетровській області. Братське у Миколаївській області — практично розроблені за методом кислотного підземного вилуговування та виробництво зупинено. Хоча окремі родовища цього типу невеликі за запасами, але їх загальні ресурси значні. На сьогодні експлуатацію цих родовищ припинено головним чином через екологічні проблеми. Однак у світовій практиці застосовується содово-кисневе вилуговування, яке не створює екологічних проблем.
11 квітня 2023 року в Канаді "Енергоатом" та CAMECO підписали угоду на зважування, відбір проб, проведення аналізів, зберігання та організацію транспортування уранового концентрату (УОК) виробництва ДП "СхідГЗК". Ця угода є останнім необхідним етапом для реалізації програми використання українського урану при виробництві ядерного палива для АЕС України.
У березні 2025 року Енергоатом та Orano підписали угоду на збагачення ядерного палива до 2040 року.

### Основні завдання
| Частка ядерної енергії від загального споживання електроенергії окремими країнами, на сер. 1998 | Частка ядерної енергії від загального споживання електроенергії окремими країнами, на сер. 1998 |
| ----------------------------------------------------------------------------------------------- | ----------------------------------------------------------------------------------------------- |
| Литва                                                                                           | 77.21                                                                                           |
| Франція                                                                                         | 75.77                                                                                           |
| Бельгія                                                                                         | 55.1                                                                                            |
| Україна                                                                                         | 45.42                                                                                           |
| Японія                                                                                          | 35.86                                                                                           |
| Німеччина                                                                                       | 28.29                                                                                           |
| США                                                                                             | 18.69                                                                                           |

Основними завдання ядерної промисловості України є:
- нарощування і удосконалення структури промислових запасів на Новокостянтинівсько-Докучаєвському гірничодобувному комплексі, що проєктується, проведення детальної бурової розвідки Докучаєвського родовища із завершенням її у 2005 році та апробації цих родовищ у Державній комісії по запасах корисних копалин України;
- розвідка і підготовка до промислового освоєння Криничанського і Новогур'євського родовищ у пісковикових відкладах палеогену для їх розроблення за методом підземного вилуговування із застосуванням карбонатно-содового вилуговування, а також попереднє випробування методу киснево-содової схеми на Сафонівському родовищі спільно із Східним гірничо-збагачувальним комбінатом;
- пошуки багатого уранового зруденіння в північно-східній частині Кіровоградського блоку, у тому числі Казанківсько-Жовтоводинському рудному районі;
- пошуки багатого зруденіння в структурах невідповідності на північно-західному схилі Українського щита;
- масові пошуки радіоактивної сировини, які супроводжують весь комплекс геологорозвідувальних та інших робіт, пов'язаних з дослідженням надр.

## Реакторна інженерія
Американська компанія Holtec обрала Україну, як місце для будівництва нового підприємства з випуску малих ядерних реакторів.
10 червня 2019 у штаб-квартирі Holtec International — м. Камден (штат Нью-Джерсі, США) підписано Угоду про партнерство між НАЕК «Енергоатом», ДНТЦ ЯРБ та Holtec International. Документ підписали керівники компаній — Юрій Недашковський, Ігор Шевченко та Кріс Сінгх. Підписана тристороння угода передбачає створення міжнародного консорціуму, метою якого є сприяння діяльності щодо впровадження в Україні технології малих модульних реакторів (ММР) SMR-160 та SMR-300.
17 квітня 2024 року Енергоатом і компанія Holtec International оголосили про створення в Україні виробництва компонентів для малих модульних реакторів.

## Утилізація відходів
У липні 2019 року на промисловому майданчику ЧАЕС розпочав роботу завод з переробки рідких радіоактивних відходів, який протягом першого тижня роботи переробив майже 3 тони відходів. Завод переробляє рідкі радіоактивні відходи, які у протягом технологічного процесу цементуються та перетворюються на більш безпечні для зберігання та захоронення.
На даний момент завод переробив 34 «упаковки», які після витримки і проведення радіаційного контролю будуть спрямовані на захоронення в спеціальне приповерхневе сховище твердих радіоактивних відходів. Поступово завод має вийти на переробку 42 упаковок — бочок, ємністю 200 літрів — на добу. За умови безперебійного функціонування заводу впродовж усіх 250 робочих днів, це 10,5 тис. упаковок на рік.
Будівництво заводу з переробки рідких радіоактивних відходів було затверджено ще у 2001-му році, проте завершення будівництва та комплексні випробування відбулися лише у 2014-му році.

### Централізоване сховище
Важливою проблемою ядерної енергетики залишається заховання радіоактивних відходів — впродовж роботи ядерного реактора в ньому накопичується велика кількість радіоактивних ізотопів зі значним періодом напіврозпаду, які продовжуватимуть випромінювати ще тисячі років — це так зване відпрацьоване ядерне паливо (ВЯП).
Українські АЕС з реакторами типу ВВЕР, як і інші АЕС у колишньому СРСР, створювалися виходячи з концепції тимчасового зберігання й подальшої переробки ВЯП у м. Желєзногорську Красноярського краю РФ (для реакторів ВВЕР-1000) й переробки в м. Озерську Челябінської області (для реакторів ВВЕР-440). До сьогодні Україна продовжує вивозити ВЯП до Росії. Щорічно на даний вивіз і зберігання в Росії, Україна витрачає 100—140 мільйонів доларів. Час від часу через нестабільні політичні відносини з Росією даний процес призупиняється, що призводить до накопичення ВЯП при АЕС. Крім того, перероблені відходи все одно повинні повертатися до України, оскільки за міжнародними угодами ядерні відходи мають бути захоронені на території країни, де утворилися. Через відмову Росії в 2001 році значна кількість палива була накопичена при Запорізькій АЕС на прийнятому в експлуатацію в 2001 році «сухому» сховищі відпрацьованого ядерного палива. Аналогічні сховища планується побудувати і при інших АЕС.
З 2001 року ведуться домовленості між Енергоатомом, українською владою, іноземними компаніями та інвесторами, щодо будівництва Централізованого сховища відпрацьованого ядерного палива у чорнобильській зоні відчуження.
9 лютого 2012 року було прийнято Верховною Радою України та підписано президентом Віктором Януковичем закон «Про поводження з відпрацьованим ядерним паливом щодо розміщення, проєктування та будівництва централізованого сховища відпрацьованого ядерного палива реакторів типу ВВЕР вітчизняних атомних електростанцій». Згідно з ним централізоване сховище розміщується на майданчику, розташованому між селами Стара Красниця, Буряківка, Чистогалівка та Стечанка Київської області в зоні відчуження території, що зазнала радіоактивного забруднення внаслідок Чорнобильської катастрофи. Загальна місткість централізованого сховища становить 16529 відпрацьованих тепловидільних збірок реакторів типу ВВЕР-440 та ВВЕР-1000.
6 липня 2017 року НАЕК «Енергоатом» отримав ліцензію Державної інспекції ядерного регулювання України на «будівництво та введення в експлуатацію ядерної установки» ЦСВЯП. Згідно проєкту ЦСВЯП затвердженого КМУ його вартість становить 37 млрд грн. Перша черга розрахована на зберігання трьох контейнерів для збірок ВВЕР 1000 і однієї одного контейнера для ВВЕР 440. Очікується, що на реалізацію першого етапу буде потрібно 2,5 року. Термін закінчення будівництва всіх пускових комплексів ЦСВЯП орієнтовно 2033—2034 р (16,5 років від початку реалізації проєкту).
В грудні 2018 року На Рівненській АЕС стартували випробування обладнання американської компанії Holtec International для проєкту Централізованого сховища відпрацьованого ядерного палива. Роботи починаються з перевірок і випробувань перевантажувального контейнера HI-TRAC 190, за допомогою якого перевантажується відпрацьоване ядерне паливо з приреакторного басейну витримки атомного енергоблока в транспортні контейнери HI-STAR для подальшого перевезення в сховище. Обладнання було поставлено на станцію з заводу HMD (Holtec Manufacturing Division) компанії Holtec International, за технологією якої ведеться будівництво сховища відпрацьованого палива.
У багатоцільовому контейнері може бути розміщена 31 відпрацьована паливна збірка з  паливом для реакторів типу ВВЕР-1000 або 85 збірок — для ВВЕР-440. Випробування пройшли під головуванням президента НАЕК «Енергоатом» Юрія Недашківського і за участю фахівців компанії-власника технології.
Введення в експлуатацію самого Централізованого сховища відпрацьованого ядерного палива заплановано на березень 2020 року. Контрактом на будівництво сховища передбачено постачання компанією Holtec спеціального обладнання для сухого зберігання ВЯП і його транспортування, а також надання Україні технології, які будуть застосовані, як на блоках АЕС, так і під час перевезення ВЯП з АЕС в сховище, а також у самому сховищі.
Будівництво буде здійснюватися на 18,2 га і розраховане на 458 контейнерів HI-STORM на 16529 відпрацьованих тепловиділяючих збірок, з яких 388 контейнерів на 1201  збірок — для реакторів типу ВВЕР -1000 і 70 контейнерів на 4519 збірок ВВЕР-440.
На початку грудня 2018 року на території Рівненської атомної електростанції було продемонстровано спеціальний потяг, яким перевозитимуть відходи до сховища. Було протестовано перевантажувальний контейнер HI-TRAC 190. Після завантаження контейнер вирушить з Рівненської АЕС у сховище в Чорнобильській зоні. Контейнер має 3 метри у довжину та важить 84 тонни. Зі станції до сховища контейнер транспортуватимуть на спеціальній залізничній платформі, побудованій спеціально для цих цілей. Від випадкових зіткнень її захистить «пом'якшувальний» вагон, а сам потяг буде під контролем воєнізованої охорони.
Перший контейнер з паливом за такою технологією буде відправлена у чорнобильське сховище орієнтовно навесні 2020 року. Наразі ще не ясно, з якої з трьох станцій. Зі слів атомників, контейнер для перевезення відпрацьованого палива коштує близько 2,2 млн дол.

## Заходи безпеки
Постійний контроль за станом безпеки АЕС держави здійснюють Державна інспекція ядерного регулювання України, Міністерство енергетики та вугільної промисловості України, Національна атомна енергогенеруюча компанія «Енергоатом», Державна служба України з надзвичайних ситуацій, Український гідрометеорологічний центр. Щорічно, та при нагальній потребі вони інформують Кабінет Міністрів України, Раду національної безпеки та оборони України, профільні комітети Верховної Ради України щодо стану основних споруд АЕС та водосховищ-охолоджувачів.
| Новий саркофаг Чорнобильської АЕС, 2017 | Південноукраїнська АЕС, 2013 |

## Міжнародний контроль
Міжнародний контроль за діяльністю АЕС України постійно здійснює МАГАТЕ-Міжнародне агентство з атомної енергії, періодично надаючи необхідні звіти та рекомендації.
| Хмельницька АЕС, 2018 | Рівненська АЕС, 2006 |

## Міжнародна кооперація
У 2016 році НАЕК «Енергоатом» та корейська компанія Korea Hydro & Nuclear Power (KHNP) підписали Меморандум про взаєморозуміння з метою розширення взаємодії в ядерно-енергетичній галузі.
25 вересня 2018 року у Кропивницькому підписано Угоду про стратегічне партнерство між компаніями «Curtiss-Wright Corporation» (Сполучені Штати Америки) і «Radics LLC» (Україна), яка передбачає виконання спільних проєктів з модернізації систем безпеки ядерних об'єктів США. Угоду підписали віцепрезидент корпорації «Curtiss-Wright Corporation» Курт Мітчелл та директор компанії «Radics LLC» Антон Андрашов. На урочистому підписанні були присутні голова облдержадміністрації Сергій Кузьменко, народний депутат Костянтин Яриніч, голова наглядової ради ПАТ «НВП „Радій“» Євгеній Бахмач, представники Посольства Сполучених Штатів Америки в Україні та інші почесні гості.
У 2022 році Організація ядерної промисловості Канади (OCNI) і НАЕК «Енергоатом» домовилися про співпрацю в галузі ядерної енергетики та пов'язаних з нею технологій.
В травні 2024 року НАЕК «Енергоатом» та корейська Hyundai Engineering and Construction Co., Ltd. (HDEC) домовились про співпрацю у проєктуванні, будівництві та введенні в експлуатацію нових енергоблоків атомних електростанцій в Україні.

## Громадська думка
За соціологічним опитуванням проведеним у жовтні 2024 року майже 80% опитаних позитивно оцінюють ініціативу добудови атомних блоків на Хмельницькій АЕС (41% - цілком позитивно, 36% скоріше позитивно). Проте 17% досі виступають проти.